# Aedes harbachi
Aedes harbachi är en tvåvingeart som beskrevs av Bianca L. Reinert 1991. Aedes harbachi ingår i släktet Aedes och familjen stickmyggor.
Artens utbredningsområde är Thailand. Inga underarter finns listade i Catalogue of Life.